# Željko Milinovič
Željko Milinovič (* 12. Oktober 1969 in Ljubljana, SFR Jugoslawien) ist ein ehemaliger slowenischer Fußballspieler und heutiger -Trainer.

## Karriere
Milinovič begann seine Karriere bei Slovan Ljubljana in Slowenien. Sein nächster Verein war der Lokalrivale Olimpija Ljubljana, bei dem er von 1992 bis 1994 spielte. Von 1994/95 stand er beim FK Željezničar Sarajevo in Bosnien und Herzegowina unter Vertrag. Von 1995 bis 1998 spielte der Verteidiger wieder bei NK Maribor PL in seinem Heimatland Slowenien. Von 1998 bis 2000 spielte Milinovič das erste Mal beim LASK Linz in der Stahlstadt. 2000/01 kam er nach Graz zum GAK. 2001 zog es den slowenischen Ex-Nationalspieler zu JEF United Ichihara nach Japan. Im Jänner 2005 kehrte Milinovič dann zum LASK nach Linz zurück.

## Erfolge
- Teilnahme an der Fußball-EM 2000 in Niederlande und Belgien (3 Einsätze).
- Teilnahme an der Fußball-WM 2002 in Japan und Südkorea (3 Einsätze/2 Gelbe Karten).